# Bitwa pod Kockiem (IX 1831)
Bitwa pod Kockiem – bitwa stoczona 12 września 1831 roku podczas powstania listopadowego.
Podczas odwrotu Ramoriny w kierunku granicy austriackiej w stronę Kocka wysłany został generał Tomasz Paschalis Konarski. Dowodząc grupą złożoną z brygady kawalerii i 2 baonów, miał pozorować przeprawę przez Wieprz. Pod Kockiem zaatakowany został przez awangardę korpusu Rosena. Po krótkiej i nierozstrzygnietej walce Konarski wycofał się do Łysobyków.